# (9860) Archéoptéryx
(9860) Archéoptéryx, désignation internationale (9860) Archaeopteryx, est un astéroïde de la ceinture principale.

## Description
(9860) Archéoptéryx est un astéroïde de la ceinture principale. Il fut découvert par Eric Walter Elst le 6 août 1991 à l'ESO. Il présente une orbite caractérisée par un demi-grand axe de 3,16 UA, une excentricité de 0,0757 et une inclinaison de 9,97° par rapport à l'écliptique.
Il fut nommé d'après l'archéoptéryx, oiseau primitif qui possède un squelette de dinosaure.

## Compléments